# فرودگاه یاریگویس
فرودگاه یاریگویس (به انگلیسی: Yariguíes Airport) (به زبان بومی: Aeropuerto Yariguíes) یک فرودگاه همگانی مسافربری با کد یاتا EJA است که یک باند فرود آسفالت دارد و طول باند آن ۱٫۸ متر است. این فرودگاه در  کشور کلمبیا قرار دارد و در ارتفاع ۱۲۶ متری از سطح دریا واقع شده است.